# Isanti County
Isanti County är ett administrativt område i delstaten Minnesota i USA. År 2010 hade countyt 37 816 invånare. Den administrativa huvudorten (county seat) är Cambridge. 

## Politik
Isanti County har under senare år tenderat att rösta republikanskt. Republikanernas kandidat har vunnit området i samtliga presidentval under 2000-talet. I valet 2016 vann republikanernas kandidat med siffrorna 64,9 procent mot 26,9 för demokraternas kandidat. Detta är den största segern i området för en presidentkandidat sedan valet 1964, och för en republikansk presidentkandidat sedan valet 1928.

## Geografi
Enligt United States Census Bureau har countyt en total area på 1 170 km². 1 137 km² av den arean är land och 33 km² är vatten.    

### Angränsande countyn
- Kanabec County - nord
- Pine County - nordost
- Chisago County - öst
- Anoka County - syd
- Sherburne County - sydväst
- Mille Lacs County - nordväst